# Prix Nijinski
Les prix Nijinski (ou prix Nijinsky) sont des distinctions du monde de la danse qui sont remises chaque année à Monte-Carlo par des professionnels de cet art. Le prix porte le nom du célèbre danseur et chorégraphe russe Vaslav Nijinski. Les lauréats sont divisés en cinq catégories :
- Danseur
- Danseuse
- Chorégraphe
- Production chorégraphique
- Chorégraphe émergent.

Chaque catégorie compte cinq nommés, élus à travers le monde par des professionnels de la danse. Le nom du lauréat est dévoilé lors de la soirée de gala organisée au Monaco Dance Forum du Forum Grimaldi de Monte-Carlo, à Monaco.

## Quelques lauréats
- 1965 : Juan Giuliano, danseur
- 1968 : Rudy Bryans, danseur [1]
- 1971 : Māris Liepa, danseur[2]
- 1974 : Patrice Bart, danseur
- 1984 : Stanislav Issaev, danseur[3]
- 1986 : Éric Vu-An, danseur
- 1987 : Nathasha Cailleux, danseuse
- 1988 : Manuel Legris, danseur
- 1992 : Alexeï Ratmansky, danseur et chorégraphe
- 1998 : Irek Moukhamedov, danseur
- 2000 : Jiří Kylián - chorégraphe, Manuel Legris - meilleur danseur
- 2001 : Sylvie Guillem, meilleure danseuse
- 2002 : Sidi Larbi Cherkaoui, chorégraphe émergent
- 2004 : Pina Bausch, chorégraphe (hommage) - Nicolas Le Riche, danseur
- 2006 : John Neumeier et Trisha Brown, chorégraphes (hommage)

## Liens internets
- Site officiel des prix Nijinsky
- Site officiel du Monaco Dance Forum